# Gina Raimondo
Gina Marie Raimondo (Smithfield (Rhode Island), 17 mei 1971) is een Amerikaans politica van de Democratische Partij. Sinds 3 maart 2021 is zij minister van Economische Zaken in het kabinet van Joe Biden. Voordien was zij tussen 2015 en 2021 gouverneur van Rhode Island, als eerste vrouw in de geschiedenis van die staat.

## Biografie
Raimondo werd in 1971 geboren als jongste in een gezin van drie kinderen. Ze is van Italiaanse afkomst: haar grootouders emigreerden op jonge leeftijd vanuit Italië naar de Verenigde Staten en vestigden zich in Rhode Island. Na de middelbare school, die ze afsloot als valedictorian, ging Raimondo in 1989 naar de Harvard-universiteit, waar ze economie studeerde en redactielid was van het universiteitsblad The Harvard Crimson. Ze studeerde er in 1993 magna cum laude af met een Bachelor of Arts. Aansluitend vertrok ze met een Rhodesbeurs naar het Verenigd Koninkrijk om te gaan studeren aan New College van de Universiteit van Oxford. Hier behaalde zij een Master of Arts en promoveerde ze in de sociologie. Ten slotte volgde Raimondo tussen 1995 en 1998 een opleiding aan de Yale Law School, die ze met een Juris Doctor voltooide.
Na haar studies ging Raimondo aan de slag als juridisch medewerker bij de federale rechtbank voor het zuidelijke district van New York. Later was ze daar werkzaam bij Village Ventures, een investeringsbedrijf in durfkapitaal. Nadat zij in 2000 terugkeerde naar Rhode Island, werd ze medeoprichter van Point Judith Capital, de eerste durfkapitaalonderneming van die staat.
In november 2010 streed Raimondo bij de verkiezingen in Rhode Island mee voor de functie van general treasurer (minister van financiën) van de staat. Ze wist haar Republikeinse tegenstander, Kernan King, met ruime cijfers te verslaan en trad in functie in januari 2011. Ze diende een termijn van vier jaar onder gouverneur Lincoln Chafee.

### Gouverneur
In 2014 stelde Raimondo zich verkiesbaar voor het gouverneurschap van Rhode Island. De voorverkiezing van de Democratische Partij wist ze eenvoudig te winnen, waarna ze het bij de algemene verkiezingen moest opnemen tegen de Republikein Allan Fung en Robert J. Healey van de lokale Moderate Party. Raimondo behaalde met 40% de meeste stemmen en werd daarmee verkozen tot de eerste vrouwelijke gouverneur in de geschiedenis van Rhode Island. Op 6 januari 2015 werd zij ingezworen op de trappen van het Rhode Island State House in de hoofdstad Providence. In 2018 werd ze herkozen voor een tweede termijn.

### Minister van Economische Zaken
Op 8 januari 2021 maakte toenmalig president-elect Joe Biden bekend Raimondo voor te dragen als minister van Economische Zaken. Haar kandidatuur werd begin maart van dat jaar bekrachtigd door de Senaat, waarna zij aftrad als gouverneur van Rhode Island en zitting nam in het kabinet-Biden.